# The Twelve Apostles
The Twelve Apostles är klippor i Australien. De ligger i delstaten Victoria, omkring 190 kilometer sydväst om delstatshuvudstaden Melbourne.
Trakten är glest befolkad. Närmaste större samhälle är Port Campbell, nära The Twelve Apostles. 
Genomsnittlig årsnederbörd är 1 088 millimeter. Den regnigaste månaden är augusti, med i genomsnitt 145 mm nederbörd, och den torraste är februari, med 26 mm nederbörd.